# طعمه کوسه (فیلم ۲۰۰۶)
طعمه کوسه (به کره‌ای: 파이 스토리; RR: Pai seutori) یک فیلم انیمیشن ماجراجویانه به کارگردانی جان فاکس و هوارد ای. بیکر محصول سال ۲۰۰۶ است. داستان حول محور ماهی کوچکی است که برای به دست آوردن قلب کوردلیا در حالی که با یک کوسه ببری که او و ساکنان صخره را وحشت زده می‌کند، می‌چرخد.
این فیلم علیرغم اینکه محصول مشترک آمریکا و کره جنوبی بود، در سینماهای آمریکا اکران نشد و در سال ۲۰۰۷ مستقیماً به صورت ویدئویی منتشر شد. دنباله‌ای بنام طعمه کوسه ۲: نجات ریف در سال ۲۰۱۲ منتشر شد.

## داستان
«پی»، ماهی کوچکی که پدر و مادرش را به دلیل گرفتار شدن در تور ماهیگیری از دست داده است برای ادامه زندگی به جستجوی عمه‌اش می‌رود. به همین دلیل سفری طولانی را به سمت آب‌های محل زندگی عمه‌اش آغاز می‌کند.

## بازخوردها
- این فیلم توسط منتقدان مورد بررسی قرار گرفت و به عنوان نسخه‌ای از داستان کوسه دریم ورکس و در جستجوی نمو از پیکسار در نظر گرفته شد زیرا این فیلم به‌شدت از هر دو فیلم به همراه پری دریایی کوچولو وام گرفته شده است. انیمیشن فیلم نیز ضعیف و قدیمی تلقی می‌شد.
- در راتن تومیتوز دارای ۴ بررسی، ۳ منفی و ۱ مثبت است.[۳]
- دیوید کورنلیوس این فیلم را به عنوان «بی شک یکی از ارزان‌ترین و زشت‌ترین ویژگی‌های کارتونی تولید شده تا کنون» توصیف کرد و از گرافیک و انیمیشن آن انتقاد کرد.[۴]